# Emblema del Vietnam
L'emblema dalla Repubblica Socialista del Vietnam (in vietnamita Quốc huy Việt Nam) è costituito da una stella a cinque punte, che rappresenta tutte le classi dei lavoratori, una ruota dentata, che simboleggia l'industria, e da due falci, indicanti i lavoratori della campagna, che tagliano le spighe di grano, le quali circondano tutto lo stemma. 
Le spighe di grano sono attraversate, a loro volta, da un nastro rosso dove, alla fine, c'è scritto il nome per intero del Paese in vietnamita: Cộng hòa Xã hội chủ nghĩa Việt Nam (Repubblica Socialista del Vietnam). È stato adottato il 30 novembre 1955 e nuovamente il 2 luglio 1976.